# Náufrago
Náufrago (título original en inglés: Cast Away) es una película dramática  y  de aventuras dirigida por el cineasta estadounidense Robert Zemeckis, protagonizada por Tom Hanks y estrenada en 2000. Su trama describe la supervivencia de Chuck Noland, un empleado de FedEx, en una isla desierta del océano Pacífico durante varios años.
El guionista William Broyles, Jr. redactó el libreto basándose en una idea original concebida por Hanks en 1994. El rodaje se llevó a cabo principalmente en la isla de Monuriki, al norte de Fiyi, y se prolongó durante más de un año debido a que el equipo de producción pausó ocho meses las grabaciones con tal de que Hanks bajara de peso acorde a los requerimientos de su personaje. Zemeckis aprovechó este lapso para dirigir What Lies Beneath. La banda sonora fue compuesta por Alan Silvestri, mientras que los efectos visuales y de sonido corrieron a cargo de Sony Pictures Imageworks y Randy Thom, respectivamente. El resto del reparto principal estuvo conformado por Helen Hunt y Nick Searcy.
Tras su estreno el 22 de diciembre de 2000, recaudó 429.6 millones USD en todo el mundo, lo que la llevó a ser la tercera película con mayores recaudaciones de ese año, solo por debajo de Misión: Imposible II y Gladiator. La mayor parte de la crítica elogió el guion, la dirección de Zemeckis y la actuación de Hanks. Obtuvo dos nominaciones en los premios Óscar además de quince premios entre los cuales sobresale un Globo de Oro a Hanks como «Mejor actor». Medios como Rotten Tomatoes y Mirror.co.uk la catalogan como una de las «mejores películas de supervivencia» en la historia del cine.

## Argumento
Chuck Noland (Tom Hanks) es un analista de sistemas obsesionado con el tiempo, que viaja de forma regular a diferentes países para resolver problemas de productividad en las instalaciones de la compañía de paquetería FedEx, en su oficina en Moscú (Rusia) pero vuelve a casa por Navidad. Vive con su novia Kelly Frears (Helen Hunt) en Memphis, Tennessee; la obsesión hacia el trabajo de Noland llega hasta el punto de que no ha podido casarse con ella. En la reunión navideña de ese año, es comisionado para solventar una problemática en Malasia por lo que parte de inmediato a ese país.

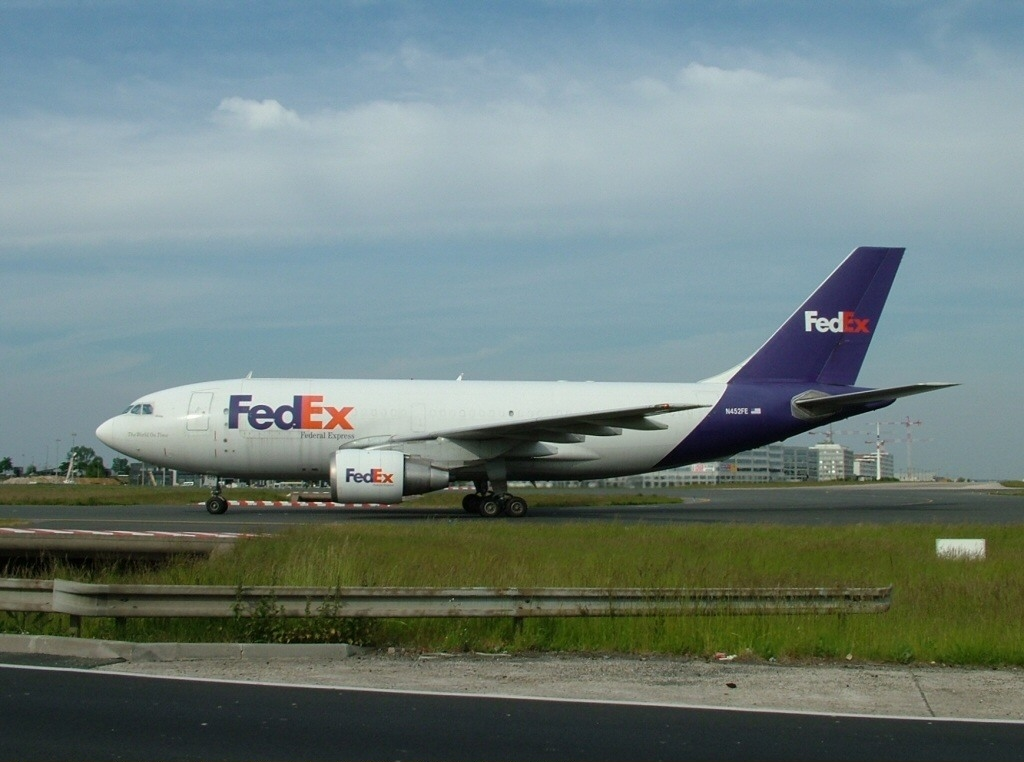
Fotografía de un avión de FedEx en el Aeropuerto de París-Charles de Gaulle.

Durante el vuelo una fuerte tormenta ocasiona una avería en el avión que lo transporta, por lo que el aparato pierde el control y se estrella en algún punto del océano Pacífico. Noland es el único superviviente y se sube a una balsa salvavidas en la que llega en estado inconsciente a una isla desierta. Previamente había perdido el transmisor de emergencia de la balsa en sus intentos por salvarse.
Tras despertarse explora la isla y se percata de que está deshabitada. Observa varios paquetes de FedEx que venían a bordo del avión y que flotan cerca de la costa. En las proximidades también encuentra el cadáver de uno de los pilotos, que posteriormente entierra. El primer objetivo de Noland es crear una señal de rescate, después intenta salir de la isla con los restos de la balsa inflable, que está en precarias condiciones. No obstante, su intento falla después de encallar no muy lejos de la costa. A continuación busca comida, agua y un lugar para refugiarse. Al abrir los paquetes de FedEx, encuentra varios objetos que le son útiles, entre ellos un vestido —con el que improvisa un manto para cubrirse la cabeza del sol— y un par de patines para el hielo —de los cuales aprovecha la cuchilla de uno de ellos—. No obstante, decide dejar cerrado uno de los paquetes, que trae impreso en su cubierta un par de alas de ángel. En su primer intento para hacer fuego Noland se hiere en una mano. Furioso por el accidente, arroja varios de los objetos que descubrió en los paquetes, entre ellos un balón de voleibol de la empresa Wilson Sporting Goods. Una vez calmado, sujeta la pelota blanca y observa la huella impresa con sangre de su mano herida, que tiene una forma parecida a un rostro. Tras delinearle una cara, bautiza al balón «Wilson» y comienza a charlar con él.
Noland pasa los siguientes cuatro años en esa isla, tras los cuales ha adelgazado de forma notable, posee una pronunciada barba y viste un taparrabos. Además, ya pesca y hace fuego con mayor facilidad. En todo ese tiempo, Wilson ha sido como una compañía humana para él. Un día llegan los restos de un baño portátil a la playa y se le ocurre usarlos a manera de vela para una balsa de madera. Para esto, pasa algún tiempo construyendo la balsa y verificando que las condiciones meteorológicas sean óptimas para un nuevo escape. Hay que añadir que, en su permanencia en la isla, ha registrado también el estado del tiempo durante meses, por lo que es consciente de cuándo sopla el viento en una dirección determinada, o cuándo hay marea alta o baja. Finalmente, huye de la isla a bordo de la balsa junto con Wilson y con la ayuda de una ballena que se encuentra a la noche mientras el navega. Esa noche cae otra tormenta que amenaza la integridad de la embarcación, pero para suerte de Noland la balsa resiste los embates del fuerte oleaje. La mañana siguiente, mientras duerme y el mar está calmado, Wilson cae de la balsa y comienza a flotar sin dirección. Minutos después despierta Noland y, a pesar de sus intentos por rescatar a quien fuese su compañero en la isla, le es imposible traerlo de vuelta con él.
Más tarde, mientras yace acostado en la balsa llorando por la pérdida del balón, pasa un barco de carga junto a él y es finalmente rescatado. Al regresar a la civilización, se entera de que todos lo daban por muerto, entre ellos su familia y sus amigos. Su bienvenida es celebrada en la sede de FedEx con varios empleados de la compañía. Noland también se percata de que Kelly se casó con su dentista, y que tiene una hija con él. Poco después se reúne con ella en su casa, ambos se besan y revelan estar enamorados el uno del otro, pero saben que no pueden reiniciar su vida juntos, ya que ella tiene ahora su propia familia. Antes de despedirse, Kelly le devuelve su antigua camioneta, que había permanecido aparcada en su cobertizo desde la partida a Malasia.
A bordo de su camioneta, Noland viaja a la dirección señalada en el único paquete que dejó cerrado durante la permanencia en la isla. Al llegar al domicilio, no hay nadie en él así que deja el envío frente a la puerta de entrada, acompañado de una nota donde le dice al propietario que dicho paquete le salvó la vida. Tras esto sigue el camino en su camioneta hasta detenerse en un cruce. Ahí, una joven pasa en su automóvil y él la hace detenerse para preguntarle a dónde conduce cada camino del cruce. Después de informarle el destino de cada uno, ella sigue su camino. Noland observa que en la parte trasera de la camioneta hay una imagen de un par de alas angelicales, idénticas a las del paquete misterioso. En las tomas finales, se ve a Noland observando cada uno de los caminos del cruce.

### Temáticas
La trama describe las vivencias de un individuo atrapado en una isla desierta y su transformación física y espiritual que le permite al final valorar más su vida. Pueden observarse ciertas similitudes con la novela Robinson Crusoe (1719) al abordar temas como el individualismo y el capitalismo. De acuerdo al guionista Broyles Jr, Náufrago trata sobre los intentos de un hombre por «aprender a sobrevivir, primero física y luego emocionalmente».
El tema principal es la soledad, un «clima físico y humanamente denso, que logra transmitir al espectador: esa triste situación límite en que se encuentra el personaje central». Hanks lo describió como «una radiografía de la soledad. La soledad del hombre de hoy que acaba en una isla desierta, donde deberá enfrentarse a sí mismo». En la mayor parte de la historia el protagonista permanece callado y meditabundo, y «la ilusión de su esposa en la isla es importante porque se convierte en una línea de vida, aunque probablemente él siente que ella ha decidido continuar con su vida», algo que no puede saber con certeza mientras se encuentra en ese lugar. Dentro de una de las cajas transportadas por el avión siniestrado encuentra un balón de voleibol, al cual le proporciona una personalidad, «le cuenta sus penalidades, se enfada con él, le muestra un cariño inaudito» y se convierte en esa compañía que anhelaba después de haber pasado un tiempo en aquel inhóspito lugar. Wilson se convierte en su alter ego «pesimista, que ha perdido la esperanza [de salir de ahí]», pero que a la vez le permite comprender que «el destino no está predeterminado, sino que es cuestión de elegir entre varias opciones» entre las cuales está abandonar la isla y buscar ayuda por su cuenta. Zemeckis explicó que Wilson «al principio es usado como un objeto que le permite a la audiencia saber qué piensa Chuck [...] pero luego se convierte en algo más, conforme Chuck comienza a conversar con el balón en su estado de soledad y depresión».
La única caja que Noland deja cerrada tiene impreso en uno de sus lados un par de alas de ángel, símbolo religioso asociado con la fe y la esperanza que necesitaba el protagonista para decidir seguir con vida después de su permanencia en la isla. De vuelta en la ciudad, puede apreciarse un cruce de caminos que simboliza la libertad y la redención que el personaje busca para adaptarse a su nueva vida después del naufragio. En la última escena, el personaje dice «gracias», representando «la idea de aceptación [de su destino], de que no hay razón para algunas de las cosas que nos suceden. Aunque al final [nos mostramos] agradecidos».

## Reparto principal
- Tom Hanks como Chuck Noland: empleado de FedEx que queda atrapado en una isla desierta por cuatro años tras caer el avión que lo transportaba. Respecto a la participación de Hanks en la película, Zemeckis comentó:

No quiero ni pensar lo que hubiera sido esta película con un actor, digamos, difícil; sencillamente, una pesadilla. Las condiciones en una isla, y sobre todo una isla tan pequeña como en la que rodamos, no son las ideales. Pero Hanks es terriblemente profesional, participa y se implica en todo.

- Helen Hunt como Kelly Frears: la novia de Chuck. Zemeckis comentó que el personaje tiene una alta importancia en la cinta, ya que, aunque aparece en pocas escenas, su recuerdo es lo que hace que Chuck desee salir con vida de la isla.[4]
- Nick Searcy como Stan: compañero de trabajo de Noland.[21]
- Jenifer Lewis como Becca Twig: la vicepresidenta de operaciones de FedEx.[21]
- Chris Noth como Jerry Lovett: esposo de Kelly, a quien Chuck conocía como su dentista previo a su naufragio en la isla desierta.[21]
- Lari White como Bettina Peterson: al final le da indicaciones a Chuck acerca de cuál camino debe escoger del cruce.[21]
- Vince Martin como Albert «Al» Miller: uno de los pilotos del avión donde viaja Chuck.[21]
- Geoffrey Blake como Maynard Graham: empleado de FedEx especializado en sistemas.[21]

## Producción

### Antecedentes y redacción del guion
Tom Hanks concibió la trama en 1994 al imaginar la estancia de un empleado de FedEx en una isla desierta tras caer el avión jumbo que lo trasladaba. Escribió un primer bosquejo titulado Chuck of the Jungle —Chuck de la selva— que compartió con algunos conocidos suyos entre los cuales se encontraba Elizabeth Gabler, ejecutiva de los estudios Fox. Eventualmente Gabler se lo proporcionó a William Broyles, Jr., quien se sintió atraído por el concepto e interesado en desarrollarlo a manera de guion cinematográfico. Mientras Hanks filmaba Apolo 13, en 1995, el guionista comenzó a trabajar en el libreto de Náufrago. En su opinión:

[la historia] es acerca de encontrar tu camino de vuelta a casa ya sea física o emocionalmente, apartándote de todas las cosas que te impiden saber quién eres en este mundo, para que descubras las cosas que de verdad importan en la vida.

El hecho de que Hanks hubiese elegido a un empleado de FedEx como protagonista de la trama resultó relevante para Broyles, pues: «[alguien con ese puesto de trabajo] se dedica a conectar a gente de todo el mundo, igual que su vida es llevada por el tiempo y sus relaciones». A lo anterior, el actor agregó:

...llevamos a este hombre moderno a la enésima potencia, [... alguien] que toda su vida ha sido computadoras, los 747 y paquetes, reducido a lamer agua de lluvia que ha recogido de una hoja [...] Está abandonado. Tiene que dejar atrás todos los elementos de una vida civilizada para sobrevivir.

Desde el comienzo Hanks consideró que la trama resultaba «no convencional» para una película y por lo tanto podía conllevar riesgos financieros. Igualmente percibió cierta dificultad al redactarla, «porque no seguía ningún estándar [...] No había villanos ni persecuciones, y no queríamos que fuera una pila de basura llena de clichés sobre una isla desierta». Después de mostrarle un borrador del libreto a Zemeckis, poco antes de que el cineasta comenzara las grabaciones de Contact (1997), Hanks modificó el desenlace original por recomendación de este último.
Con el afán de brindarle un mayor realismo a la historia, Broyles contactó a David Hollyday, experto en técnicas de supervivencia de la Edad de Piedra; Steve Watts, prehistoriador del Museo de Historia Natural de Schiele; y David Wescott, director educativo de la Boulder Outdoor Survival School, para que cada uno le instruyera sobre técnicas de supervivencia en un lugar desolado como habría de ser el escenario principal de Náufrago. Más tarde, el guionista acudió a una isla en el mar de Cortés, donde permaneció varios días para experimentar la sensación de soledad y la necesidad de supervivencia que quería transmitir en el protagonista de la historia. Al respecto, comentó:

Tuve que averiguar cómo abrir un coco cuando tenía mucha sed; cómo hacer un cuchillo con una roca; cómo arponear mantarrayas [...] Aunque solo fueron unos cuantos días, me sentí bastante solo. Y de repente una mañana, apareció en la playa un balón de voleibol de la marca Wilson y me quedé mirándolo. Luego le coloqué encima unas conchas y empecé a hablarle. Me sentí como Kurtz [en referencia al personaje del libro El corazón de las tinieblas].

Con el tiempo fue agregando ciertas anécdotas de su estancia en la isla, e incluyó al balón Wilson como personaje secundario. Para Watts la introducción de Wilson fue una decisión acertada por parte de Broyles, ya que el balón tiene un rol clave en la supervivencia de Chuck Noland al ayudarle «a mantener el equilibrio mental, sin tener a nadie más en ese lugar con quien hablar». Wilson también supuso la solución a uno de los cuestionamientos que había tenido Hanks al concebir la trama, siendo consciente de que sería necesario incluir algo con tal de que el protagonista hablara en algún instante de la película. Anteriormente había considerado incluir a un mono, o la invasión de la isla por piratas.
El libreto original pasó por cientos de revisiones antes de ser validado por el equipo de producción y como resultado varias escenas fueron editadas u omitidas de la versión definitiva. Por ejemplo, en el tercer borrador del libreto, fechado al 13 de marzo de 1998, el protagonista abre la caja con las alas de ángel impresas y descubre que en su interior había dos botellas de salsa junto con una nota que decía textualmente:

Dijiste que nuestra vida era como una prisión. Aburrida. Vacía. No puedo ni siquiera decirte lo mucho que eso me dolió. No quiero perderte. Te envío algo de salsa verde, esa que a ti te gusta. Úsala en el arroz que comes y piensa en casa. Luego vuelve a tu hogar —junto a mí—. Volveremos a encontrar el sabor en nuestras vidas. Juntos. Te amo. Siempre lo hago. Bettina.

En las últimas escenas, Noland habría de encontrarse con Bettina, responsable de aquella nota. Poco antes de terminar la filmación, Zemeckis decidió cambiar nuevamente el final de la historia con tal de volverla más ambigua para el espectador. El hecho de que Noland prefiriese mantener cerrada la caja con alas de ángel fue usado a manera de broma por el director, al revelar más tarde que dicha caja tenía un teléfono por satélite, sumergible y de batería solar recargable. Broyles evitó utilizar un tono dramático en las últimas escenas de la película y si bien tenía pensado que Noland tuviera otro empleo y una nueva relación sentimental, al final concluyó que eso «disminuía el impacto de su experiencia de supervivencia».

### Rodaje
El equipo de producción decidió grabar la película en forma lineal a los acontecimientos de la trama, algo que a Hanks le pareció pertinente, ya que:

...nos puso a todos los que trabajábamos en el filme en una perspectiva muy realista para que fuéramos conscientes de lo lejos que hemos llegado y de todos los sitios a los que hemos ido [al final de la producción].

Para la locación principal el equipo analizó varias islas, aunque tenían cierta predilección por alguna que estuviese ubicada en el océano Pacífico. La existencia de normativas para poder grabar en ese tipo de parajes naturales fue un aspecto que influyó en su decisión, especialmente por la inconformidad expresada por el gobierno tailandés durante la filmación de La playa (2000) en una locación similar a la de Náufrago. Al final eligieron la isla de Monuriki, al norte de Fiyi, tras reunirse con las autoridades de la isla y llegar a un acuerdo que requirió la participación del equipo de producción en un rito ceremonial típico de la tradición fiyiana. Otro compromiso asumido por el equipo consistió en la preservación del medio ambiente de la isla, motivo que los llevó a contratar al ecologista Dick Watling, cuyas recomendaciones tuvieron la aprobación del Fondo Mundial para la Naturaleza.
El equipo contactó a FedEx para acordar su incorporación en la película sin que la empresa tuviera que aportar cuota alguna por la publicidad por emplazamiento. No obstante, accedió a prestar sus instalaciones para la grabación de algunas escenas, además de apoyar en la logística de la producción. Las primeras escenas de Náufrago fueron grabadas en Moscú en enero de 1999, dos meses después de que Hanks terminara su participación en The Green Mile. El equipo de producción y el reparto permanecieron una semana en la ciudad y grabaron las secuencias de Culver City en la Plaza Roja. Luego se trasladaron a Los Ángeles, California en febrero, al mismo tiempo que se llevaba a cabo la edición de sonido en Sony Pictures. Para recrear la caída del avión en el océano utilizaron el set Brownstone Street de Universal Studios. La filmación continuó en marzo en Monuriki, donde construyeron cabañas y formaron una villa con tal de facilitar las labores de producción y reducir el tiempo que habrían de invertir en el traslado de un hotel hasta la isla.

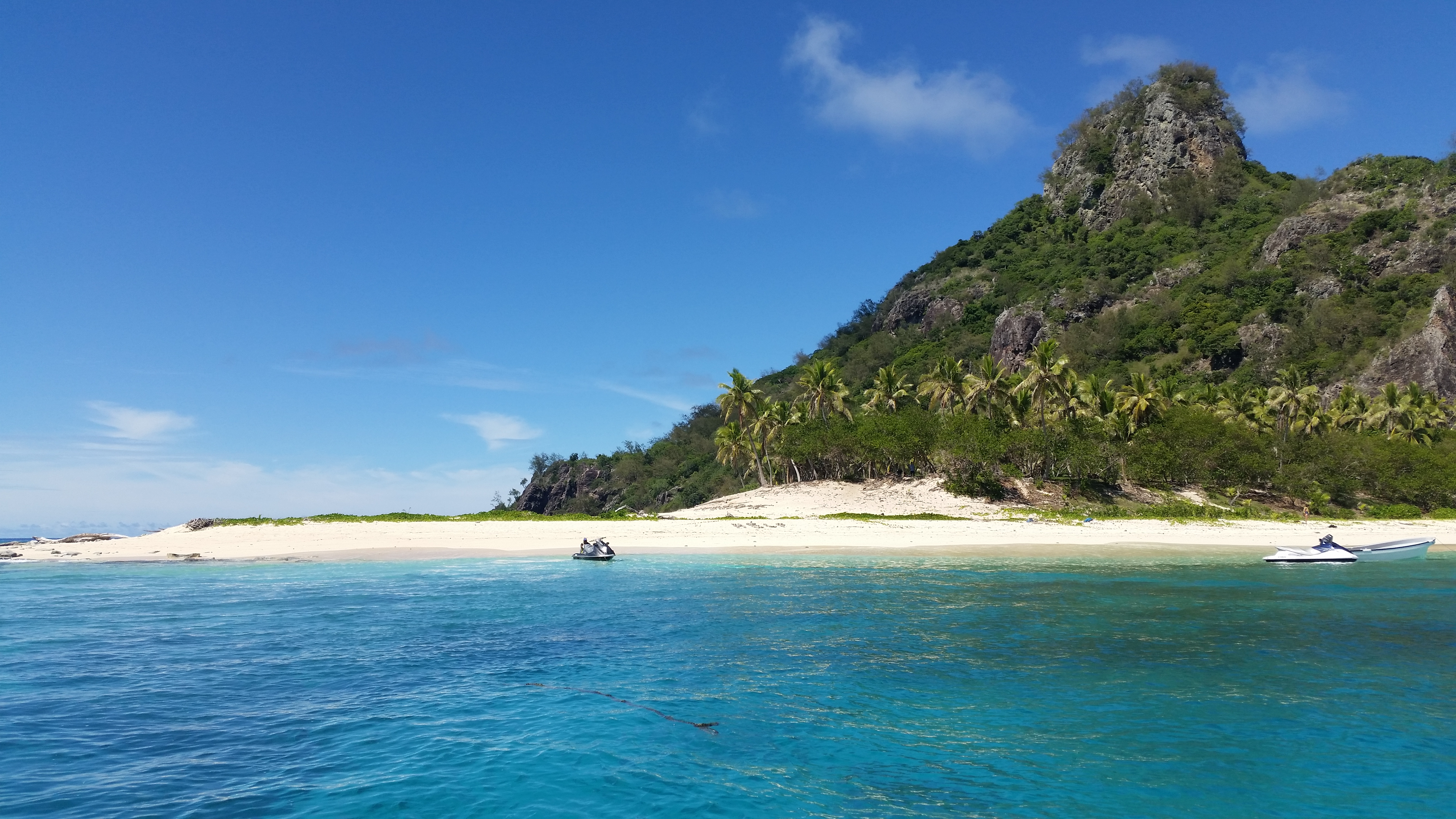
Isla de Monuriki, al norte de Fiyi, en 2015.

Debido a la transformación física que sufre el protagonista a partir de la segunda mitad de la película, Zemeckis decidió pausar el rodaje durante ocho meses para que Hanks bajara 25 kg de peso. En opinión de Broyles, la transformación física del actor resultaba un factor crucial para la credibilidad del filme, pues habría de reflejar el tiempo que había pasado el protagonista en la isla desierta, alimentándose únicamente de lo que la naturaleza le proveía. Hanks se sometió a un estricto régimen alimenticio y acudió diariamente al gimnasio a partir de octubre de ese año. Más tarde reveló en una entrevista sus anécdotas durante ese período, dejando entrever la dificultad inherente al proceso:

Habría deseado solo tomarme una píldora y perder todo ese peso, pero la verdad es que tenía que empezar en octubre sabiendo que íbamos a regresar en febrero [a la producción]. La sola idea de tener que vigilar por cuatro meses de forma constante lo que comía, así como pasar dos horas diarias en el gimnasio haciendo una rutina de ejercicios monótona, era formidable. Tienes que hacer algún tipo de meditación para ser fuerte todo ese tiempo. No es nada encantador. Mientras tanto, Zemeckis aprovechó este plazo para dirigir What Lies Beneath.

El rodaje se reanudó en Monuriki en abril del año 2000. En las siguientes semanas Hanks grabó sus escenas de manera intercalada con el doble Jon Roseman; una de las escenas en las que participó Roseman, por ejemplo, fue aquella en que el protagonista abandona la isla en una balsa improvisada. En algún instante de la producción, Hanks se hirió en una rodilla y, de vuelta en California donde recibió atención médica, los médicos revelaron que la infección de la herida se había extendido a la sangre y casi le ocasionaba una septicemia, de no ser porque la operación quirúrgica se había llevado a cabo en tiempo y forma. En otra ocasión Hanks quedó flotando a la deriva en el océano debido a que el cable que lo mantenía sujeto a una balsa del equipo de producción se rompió. Fue rescatado por el equipo cuarenta minutos después del incidente. Cuando terminaron de grabar en la isla de Fiyi, se trasladaron a Los Ángeles para continuar trabajando con la edición de los efectos de sonido y la producción de los efectos especiales. Para esto último contaron con la colaboración de Ken Ralston, supervisor de efectos visuales de Sony. Las escenas de las instalaciones de FedEx, en la que le dan la bienvenida al protagonista después de su estancia en la isla, fueron filmadas en las oficinas de la compañía ubicadas en Memphis, Tennessee. El rodaje concluyó en mayo del año 2000 en la ciudad de Canadian, Texas.

### Efectos de sonido y visuales
La producción de los efectos de sonido corrió a cargo de Randy Thom y un equipo integrado por los diseñadores Dennie Thorpe, Jana Vance, Tony Eckert y Pepe Morrell, y se llevó a cabo en diferentes estudios ubicados en California, Oregón, Washington y Arizona. Ya que tenían pensado incluir sonidos de la naturaleza, primordialmente de las olas del mar y las corrientes de viento, eligieron la musicalización concreta, un género de electroacústica que habría de facilitarles la labor de edición. Su intención era utilizar los efectos en escenas dramáticas, como la del escape de Noland de la isla. Para dicha escena, Thom:

...buscaba notas emocionales y dramáticas que tuvieran resonancia [...] Él [Chuck Noland] se ha dado cuenta que hay un período al año en el que sopla un fuerte viento en la dirección contraria. Podemos usar el aire de una manera musical para decir «Este es el momento en que las cosas van a cambiar».

Si bien la intención era mantener intacto el sonido natural del viento, Thom procuró introducir algunas secuencias de silencio para ciertas tomas. Una de las técnicas más usadas por el equipo de efectos de sonido fue la denominada «sustitución de diálogo automatizado», que les permitió reemplazar algunos diálogos o pistas de audio con otras pistas que eran grabadas posteriormente. Una de sus prioridades durante esta etapa consistió en la eliminación de los sonidos de insectos y animales de la isla.
Sony Pictures Imageworks escogió a Eric Scott como coordinador y a Ken Ralston y Carey Villegas como supervisores de los efectos visuales de la película. En términos generales, Náufrago requirió unos cuantos efectos especiales; de hecho, la escena que posee mayor cantidad de efectos es la de la caída del avión. Algunos otros consistieron en la extensión digital de algunas partes de la isla, la incorporación de ciertas animaciones en el agua y los efectos de iluminación del cielo para convertir algunas tomas originalmente diurnas a nocturnas. Para el maquillador Daniel C. Striepeke resultó complicado mantener el nivel requerido de maquillaje en el rostro de Hanks mientras filmaban en Monuriki, ya que la constante exposición al clima tropical de la isla evitaba que el maquillaje durara mucho tiempo, motivo por el cual tenía hasta ocho sesiones de trabajo al día con Hanks. Striepeke también creó una prótesis para emular la pierna herida de Hanks en una escena eliminada de la película en la que Chuck resultaba herido al chocar con un arrecife de coral.

### Ilustraciones
The Cimarron Group, una compañía de mercadotecnia especializada en el diseño publicitario y de entretenimiento audiovisual, diseñó el póster de la película, que muestra el rostro en primer plano de Hanks delimitado por un fondo blanco, y con el título de la cinta acompañado del eslogan publicitario «En el fin del mundo, comienza su viaje».

### Banda sonora
Alan Silvestri compuso la banda sonora del filme, siendo su décima colaboración para la filmografía de Zemeckis. Para esta producción, compuso solamente quince minutos de melodía, cuyos fragmentos pueden escucharse en distintas tomas a partir del escape de Chuck de la isla. La banda sonora incluye instrumentos de cuerda, viento y piano, además de los efectos de sonido producidos por Thom y su equipo de diseño.
Respecto a la fragmentación de la melodía principal y su aparición en las últimas escenas de la película, Silvestri comentó: 

Miras la película y después de todas esas escenas [te das cuenta de que] no has escuchado ningún tema musical. Entonces el protagonista se abre paso ante esa ola y piensas: «Aquí vamos. ¡Lo van a hacer!». Pero eso no ocurre, ¡no lo han hecho todavía! [Hubiésemos] arruinado la película de haber añadido música ahí. [...] Fue en verdad interesante mirarlo de esa forma.

Para los sonidos instrumentales, se tuvo en mente utilizar una orquesta de cuerdas acompañada de un oboe y un corno inglés, sin embargo, Silvestri descartó esa opción ya que «no podía escuchar otro sonido en la película [en caso de haber usado sonidos orquestales]».
El productor Robert Townson, de la discográfica Varèse Sarabande —responsable de la distribución del álbum—, agregó algunos temas musicales que Silvestri compuso para las nueve cintas previas en las que había trabajado bajo la dirección de Zemeckis, además del tema musical principal que puede ser escuchado en su totalidad durante la escena final de créditos. El disco salió a la venta el 13 de febrero de 2001 en formato de CD. Para el sitio web Filmtracks, representó «una decisión efectiva» haber añadido la melodía compuesta por Silvestri en tomas separadas pues «realza la sensación de apartamiento que siente el personaje de Hanks al estar en la isla», sin embargo, criticó la mezcla de los distintos temas de las otras producciones cinematográficas al sentir que en ocasiones no alternaban de forma adecuada entre sí. Allmusic coincidió en catalogar como acertado el uso de pistas provenientes de una misma melodía en las últimas escenas; en su reseña concluyó que «[la banda sonora] es un logro excepcional tanto para el director como para el compositor y una culminación apropiada a este sumario de su colaboración [en referencia a las otras participaciones conjuntas de Silvestri y Zemeckis]». En 2003 el tema principal de Náufrago fue utilizado en un anuncio de FedEx, y cinco años después volvió a escucharse en algunas películas biográficas de Barack Obama con motivo de su campaña presidencial, en 2008.
A continuación, la lista con cada una de las canciones que compone a la banda sonora de Náufrago:
| CD    |                                             |          |  |
| N.º   | Título                                      | Duración |  |
| 1.    | «Romancing the Stone: End Credits»          | 5:20     |  |
| 2.    | «Back to the Future: Theme»                 | 3:18     |  |
| 3.    | «Who Framed Roger Rabbit: Suite»            | 4:59     |  |
| 4.    | «Back to the Future, Part II: Suite»        | 4:35     |  |
| 5.    | «Back to the Future, Part III: End Credits» | 4:03     |  |
| 6.    | «Death Becomes Her: End Credits»            | 5:49     |  |
| 7.    | «Forrest Gump: Suite»                       | 8:52     |  |
| 8.    | «Contact: End Credits»                      | 8:00     |  |
| 9.    | «What Lies Beneath: End Credits»            | 6:36     |  |
| 10.   | «Cast Away: End Credits»                    | 7:30     |  |
| 59:05 |                                             |          |  |

### Características técnicas
Imagen
La relación de aspecto del metraje original es 1.85:1, se grabó con lentes anamórficas de la compañía Panavision, y utilizó el formato de negativo de 35 mm.
Sonido
La pista de sonido utiliza los sistemas de audio Sony Dynamic Digital Sound, Digital Theater System y Dolby Digital.

### Doblaje al español
Se hicieron dos doblajes al español: uno para su distribución en Hispanoamérica y otro para España. El primero estuvo a cargo de Arturo Mercado Chacón, que también prestó su voz para el personaje de Chuck Noland. El reparto de voces estuvo complementado por Romy Mendoza —en el rol de Kelly Frears—, Raúl de la Fuente —Stan— e Irene Jiménez —Bettina Peterson—. La producción de este doblaje ocurrió en el estudio Grabaciones y Doblajes S. A. La versión en español para el territorio ibérico contó con Jordi Brau —como Chuck—, Nuria Mediavilla —Kelly—, Gonzalo Abril —Stan— y Ana Pallejá —Bettina—.

## Lanzamiento y recepción

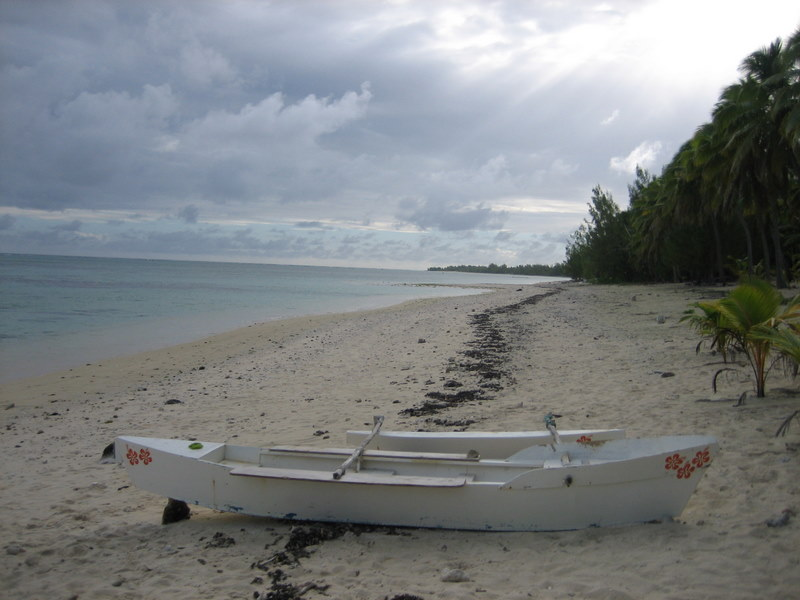
Fotografía de la isla Aitutaki, en Nueva Zelanda, escenario principal de la serie de televisión Survivor en 2006.

El 28 de marzo de 2000, se dieron a conocer las primeras imágenes promocionales de la película. Meses después, en octubre, se llevó a cabo una proyección de prueba para conocer la reacción de la audiencia antes de su estreno oficial, en una sala de cine de Century Theatre en Sacramento, California. Uno de los asistentes elogió la dirección de Zemeckis, aunque comentó que las últimas escenas le habían parecido menos interesantes que el resto del filme. Varios de los presentes en esa función especial coincidieron en que el desenlace era «débil», y a finales de ese mes el equipo de producción volvió a reunirse para grabar las últimas escenas y cambiar el final. Un par de semanas después, el 15 de noviembre, publicaron el primer tráiler promocional.
En mayo del año 2000, la cadena televisiva CBS estrenó el programa de telerrealidad Survivor, en el que un grupo de personas deben competir entre sí en diversos retos mientras habitan una isla desierta. Hanks confesó haberse sentido un poco nervioso debido a su similitud con el concepto de Náufrago. No obstante, tras el estreno de la película, se percató de que el programa de televisión no afectó la buena aceptación que tuvo la película y comentó: «bueno o malo, siempre tuvimos algo mucho más sustancial que un programa de juegos que se ha convertido en un fenómeno televisivo».
Náufrago se estrenó de manera oficial el 7 de diciembre de 2000 en Westwood, Los Ángeles, EE. UU., y a la función acudieron el equipo de su producción y el reparto. A partir del 22 de diciembre empezó a proyectarse en las demás salas de cine del país, y a nivel internacional. Wilson produjo una línea de balones réplica del que aparece en la película y los puso a la venta en esas fechas; uno de los tres balones que se usaron originalmente en las tomas fue adquirido en una subasta en línea por 18 400 USD. Este producto, junto con la introducción de la empresa FedEx en la trama, fueron considerados como algunos de los casos más notables de publicidad por emplazamiento en la industria del cine hasta ese momento.
En 2003 la American Broadcasting Company contrató a Jeffrey Lieber para redactar el guion de una serie de televisión inspirada en Náufrago, sobre la vivencia de varios personajes atrapados en una isla desierta del océano Pacífico. Más tarde el presidente de la cadena televisiva, Lloyd Braun, le compartió el libreto del episodio piloto a J. J. Abrams, que le agregó elementos supernaturales a la trama y acabó desarrollándola hasta que surgió el concepto de Lost.

### Clasificación por edades
En Estados Unidos, de acuerdo a la clasificación de la MPAA, se clasificó a Náufrago como PG-13 —película que contiene material inapropiado para niños menores de 13 años de edad; «PG» significa Parental Guidance, esto es, «orientación paterna»—.
Otras calificaciones dadas a la película en otros países son las siguientes:
| País           | Calificación |
| -------------- | ------------ |
| Alemania       | 12           |
| Argentina      | 13           |
| Australia      | M            |
| Brasil         | 12           |
| Canadá         | PG           |
| Corea del Sur  | 12           |
| España         | T            |
| Estados Unidos | PG-13        |
| Finlandia      | K-12         |

| País         | Calificación |
| ------------ | ------------ |
| Francia      | Tous publics |
| Islandia     | L            |
| Noruega      | 11           |
| Países Bajos | 6            |
| Perú         | APT          |
| Portugal     | M/12         |
| Reino Unido  | 12           |
| Suecia       | 11           |

### Recaudación
Náufrago se estrenó en un total de 2 774 salas de cine, obteniendo un total de 28 883 406 USD en su primer fin de semana de estreno. Así, se hizo acreedora a la segunda mejor recaudación en su primer fin de semana en el año 2000 para los estudios Fox, solo superada por X-Men —54.47 millones USD—. No obstante, tuvo menores ingresos en taquilla en ese mismo período que What Lies Beneath, dirigida también por Zemeckis —29.7 millones USD—. Encabezó las recaudaciones en EE. UU. y Canadá durante sus tres primeras semanas de exhibición en cines, en las que recaudó 141.7 millones USD.
Finalmente recaudó 233 632 142 USD en EE. UU. y Canadá, y 196 millones en el resto del mundo, para un total de 429 632 142. Se convirtió en la tercera película con mayores recaudaciones del año, solo por debajo de Misión: Imposible II y Gladiator. En EE. UU. y Canadá fue la segunda película con mejores ingresos en taquilla, superada por El Grinch —260.04 millones USD—. Adicionalmente, fue la película con clasificación PG-13 con mayores recaudaciones del año en EE. UU. y Canadá. Dentro de la filmografía de Zemeckis, es la sexta película con más recaudaciones en EE. UU. y Canadá, superando a filmes como What Lies Beneath, Forrest Gump y la trilogía Back to the Future.

### Crítica

#### Anglosajona y de otros países
Náufrago obtuvo una calificación promedio de 73/100 sobre la base de 32 evaluaciones de diversas publicaciones recopiladas por el sitio web Metacritic, mientras que en Rotten Tomatoes alcanza un porcentaje de 90 % de aceptación, a partir de 154 críticas. La gran mayoría elogió el guion, la dirección de Zemeckis y la actuación de Hanks.
Lou Lumenick del periódico estadounidense New York Post le dio una nota perfecta y señaló en su análisis:

[se trata de] una aventura verdaderamente clásica que cuenta con uno de los más grandes actores de Hollywood, quien conecta un batazo fuera del estadio [sic]. Si vas a mirar una sola película en esta temporada, esta es la elección obvia.

Kris Kaltenbuch, del diario The Baltimore Sun, también elogió este aspecto especialmente por la transformación mental que atraviesa el protagonista. Lisa Schwarzbaum, de la revista Entertainment Weekly, consideró que el actor le había proporcionado a Noland una personalidad «casi bíblica» además de resaltar la dirección de Zemeckis, que en su opinión «tiene un control magnífico en lo que debe y lo que no debe mostrarse [en pantalla]». Todo lo anterior, además del guion y los efectos de sonido, fueron igualmente calificados de forma positiva por Desson Howe, del The Washington Post; por la revista Variety —que en su análisis argumentó que «el filme desarrolla bien la ironía de un hombre que está acostumbrado a resolver problemas enfrentándose al problema más urgente de todos: la mera supervivencia»—; y por la revista británica Time Out. Matthew Turner, del sitio web Viewlondon.co.uk, detalló que «sientes [como espectador] toda la frustración de Noland» y catalogó la escena en la que Noland pierde a Wilson en altamar como «una de las más bizarramente emotivas» del cine de ese año. Chris Hewitt, del periódico The Cerdatown Standard, resaltó el desenlace al explicar que tiene cabos sueltos y «sugiere que la esperanza es lo que cualquiera de nosotros ocupamos para poder continuar viviendo», pese a que algunos lo consideren como un final insatisfactorio.
Dan Webster, de The Spokesman-Review, destacó en su reseña la actuación de Hanks como lo más importante de la película, señalando que:

Cualquier otro [que no sea Tom Hanks] que se enamore de una pelota de voleibol lucirá ridículo. Hanks hace que la película funcione muy bien a tal grado que conduce a una de las secuencias más angustiosas de la película.

Stephen Holden, de The New York Times, la comparó con Titanic al «impresionarnos con su barrido oceánico y su aprehensión cósmica de la insignificancia humana».
En Australia, el sitio web de la Special Broadcasting Service Corporation reseñó lo siguiente:

Es una película sorprendentemente impresionante, debido en gran parte a la ausencia de emociones baratas y a su dependencia de una tensión real [...] No es una cinta de Hollywood que sea superficial, sino que tiene una pizca de algo que nos hace pensar sobre la vida y cómo salir adelante.

De forma menos entusiasta, Mick LaSalle describió a Náufrago como «involuntaria y gloriosamente, una de las películas más tontas jamás hechas por un cineasta reconocido» en su nota para el San Francisco Chronicle, y la catalogó como una comedia «inepta». Si bien Paul Clinton, de CNN.com, comentó positivamente sobre la dirección y la actuación de Hanks —a quien comparó con el actor ruso Konstantín Stanislavski—, criticó que se haya destinado gran parte del filme a la estancia de Noland en la isla, de forma que «la historia nunca recupera su impulso» y «recalca una y otra vez la soledad y desesperación del personaje». Kenneth Turan, de Los Angeles Times, la calificó como una película «instructiva, pero finalmente tediosa [...] que hace que todo el esfuerzo esté fuera de balance, volcando la empresa y complicando que cualquier tipo de mensaje quede a flote». De forma parecida, Doug Kim de Seattle Times, comentó que la película puede considerarse como «una apuesta aventurera e intrépida para los premios Óscar. Desafortunadamente, para la audiencia y de forma contraria a lo que ofrece a los votantes de los Óscar, es un poco cuestionable», mientras que Roger Ebert argumentó que «se trata de una historia simple pero fuerte rodeada de complicaciones innecesarias, y que adolece de una última parte que en un principio nos decepciona y que luego termina con una fantasía forzosa».
Para el sitio web Popmatters.com:

...es una película hollwoodense memorable, pero en un análisis más detallado de su narrativa se observa que es tan convencional como cualquier otra producción de Hollywood, y que la película con un único personaje no es tan radical como claman sus admiradores.

#### Hispanoamericana y española
Jordi Costa, de la revista Fotogramas, opinó que Náufrago es el «desafío más radical y apabullante» que Zemeckis había dirigido después de Contact, What Lies Beneath y Forrest Gump. Si bien criticó el desenlace al considerar que «tiende ocasionalmente a lo edulcorado», señaló que «[él] descubre aquí la funcionalidad de una pantalla en negro intersectada en el curso de la escena más espectacular de la función o la ensordecedora expresividad de una simple mano alzada sobre el fondo de un ciclópeo transatlántico». De manera idéntica, el diario El País concluyó que «Zemeckis vuelve a demostrar que sabe manejar este tipo de historias. Muy entretenida». El escritor español José María Caparrós elogió las escenas que muestran los intentos de supervivencia y huida de la isla por parte de Noland, aunque criticó que el filme tuviera «escasa trascendencia [...] cuando el tema daba para acometer con mayor hondura la tragedia que personalmente vive el protagonista». A su vez, el periódico español La Verdad argumentó que «a pesar de presentar un trabajo sobre una materia con tantas referencias anteriores como es un naufragio, [con Náufrago queda demostrado que] se puede crear una gran obra gracias a la especial interpretación de su protagonista».
El sitio web Alohacriticon.com destacó también la actuación de Hanks, y en su reseña comentó que la película «sorprende por su notable capacidad de mantener interesado al espectador con las andanzas de un solo personaje en un único escenario».
Para el periódico argentino Clarín:

Náufrago demuestra que no es una simple tesis sobre las urgencias innecesarias de la vida cotidiana. No le importa tanto la pregunta más obvia —«¿por qué no paramos y nos detenemos a disfrutar la vida?»—, sino que prefiere abrirse hacia esa nada que miraba Forrest, y volver a aquella lección de la caja de chocolates: «nunca sabes lo que vas a encontrar».

Si bien la revista electrónica Revista de libros juzgó la extensa duración de la película también comentó que:

Se ve sin fatiga, con interés, lo que dice mucho en favor de su ritmo, sostenido y vibrante casi siempre, a pesar de que durante bastantes minutos en la pantalla no se oye más voz –y a veces ni eso– ni se ve más imagen que la de Tom Hanks.

### Premios y reconocimientos
Náufrago obtuvo dos nominaciones en las categorías de «Mejor actor» y «Mejor sonido» de los premios Óscar, sin embargo, en ambos apartados resultó vencedora la producción de Gladiador, protagonizada por Russell Crowe. Cabe señalarse que la Broadcast Film Critics Association le concedió un galardón al balón Wilson como «Mejor objeto inanimado». En total la cinta recibió 15 premios y 35 nominaciones, algunos de los cuales son mencionados en la tabla inferior.
El sitio web Rotten Tomatoes la catalogó como una de las «mejores películas de supervivencia», y en una encuesta realizada por el sitio web británico Mirror.co.uk resultó elegida como la «mejor película de supervivencia de todos los tiempos», superando a cintas como Armageddon, Tiburón y The Day After Tomorrow. La revista estadounidense The Hollywood Reporter la calificó en 2016 como la quinta mejor actuación de Hanks en su trayectoria cinematográfica, solo superada por Capitán Phillips, Saving Private Ryan, Apolo 13 y Big.
| \| Premio \| Categoría \| Receptor(es) \| Resultado \| \| ------------------------------------------------- \| ------------------------------ \| ----------------------------------------------------------- \| --------- \| \| Premios Óscar \| Mejor actor \| Tom Hanks \| Nominado \| \| Premios Óscar \| Mejor sonido \| Randy Thom, Tom Johnson, Dennis S. Sands, William B. Kaplan \| Nominados \| \| Globo de Oro \| Mejor actor - Drama \| Tom Hanks \| Ganador \| \| Premios BAFTA \| Mejor actor \| Tom Hanks \| Nominado \| \| Premios del Sindicato de Actores \| Mejor actor \| Tom Hanks \| Nominado \| \| Premios de los editores de cine de Estados Unidos \| Mejor edición - drama \| Arthur Schmidt \| Nominado \| \| Broadcast Film Critics Association \| Mejor objeto inanimado \| Wilson \| Ganador \| \| Broadcast Film Critics Association \| Mejor película \| \| Nominado \| \| Premios Grammy \| Mejor composición instrumental \| Alan Silvestri \| Ganador \| |                                |                                                             |           |
| Premio | Categoría                      | Receptor(es)                                                | Resultado |
| Premios Óscar | Mejor actor                    | Tom Hanks                                                   | Nominado  |
| Premios Óscar | Mejor sonido                   | Randy Thom, Tom Johnson, Dennis S. Sands, William B. Kaplan | Nominados |
| Globo de Oro | Mejor actor - Drama            | Tom Hanks                                                   | Ganador   |
| Premios BAFTA | Mejor actor                    | Tom Hanks                                                   | Nominado  |
| Premios del Sindicato de Actores | Mejor actor                    | Tom Hanks                                                   | Nominado  |
| Premios de los editores de cine de Estados Unidos | Mejor edición - drama          | Arthur Schmidt                                              | Nominado  |
| Broadcast Film Critics Association | Mejor objeto inanimado         | Wilson                                                      | Ganador   |
| Broadcast Film Critics Association | Mejor película                 |                                                             | Nominado  |
| Premios Grammy | Mejor composición instrumental | Alan Silvestri                                              | Ganador   |

## Formato casero
El 12 de junio de 2001 se lanzó a la venta en formato DVD una edición especial de dos discos que contiene el documental Making of Cast Away sobre la producción de la película, guiones gráficos, ilustraciones y arte conceptual. Fue uno de los más vendidos y alquilados entre julio y agosto de ese mismo año, de acuerdo a datos proporcionados por Billboard. En noviembre del mismo año apareció en formato VHS. Otra versión en el mismo formato comenzó a ser distribuida en marzo de 2002. En diciembre de 2007 fue lanzada en formato Blu-ray.

#### En español
- Caparrós Lera, José María (2004), El cine del nuevo siglo, Ediciones Rialp, ISBN 9788432134968.

#### En inglés
- Anderson, Joseph D.; Anderson, Barbara Fisher; Bordwell, David (2007), Moving Image Theory: Ecological Considerations, SIU Press, ISBN 0809327465.
- Billboard (2004), Billboard, ISSN 0006-2510.
- Malkiewicz, J. Kris; Mullen, M. David (2005), Cinematography: A Guide For Filmmakers and Film Teachers, Fireside book, Simon and Schuster, ISBN 074326438X.
- Miller, Korina; Jones, Robyn; Pinheiro, Leonardo (2003), Fiji, Lonely Planet, ISBN 1-74059-134-8.
- Stanley, David (2004), Moon Handbooks South Pacific, David Stanley, ISBN 1566914116.
- Udel, James C. (2013), The Film Crew of Hollywood: Profiles of Grips, Cinematographers, Designers, a Gaffer, a Stuntman and a Makeup Artist, McFarland, ISBN 9781476602264.